# جوزيف كيلر
جوزيف كيلر (بالإنجليزية: Joseph Keller)‏ (مواليد 31 يوليو 1923 - 7 سبتمبر 2016)، هو رياضياتي أمريكي، متخصص في الرياضيات التطبيقية. اشتهر بعمله على النظرية الهندسية للحيود.